# أتشتورا
أتشتورا (بالإيطالية: Accettura)‏ هي بلدية في مقاطعة ماتيرا في إقليم بازيليكاتا الإيطالي.

## السكان
تطور النمو السكاني لـ أتشتورا